# Congénito
Congénito (português europeu) ou congênito (português brasileiro) é uma característica adquirida pelo bebé (português europeu) ou bebê (português brasileiro) no período de tempo no qual permaneceu em gestação. Normalmente, designa defeitos no desenvolvimento do embrião, chamados então de defeitos congénitos (português europeu) ou defeitos congênitos (português brasileiro). Embora tipicamente se designe uma doença congênita, nem tudo que é congênito é uma doença, como é o caso do traço falciforme à anemia falciforme.
É uma característica atribuída a eventos pré-natais, não necessariamente genéticos ou hereditários.